# Congomochtherus acuminatus
Congomochtherus acuminatus är en tvåvingeart som beskrevs av H. Oldroyd 1974. Congomochtherus acuminatus ingår i släktet Congomochtherus och familjen rovflugor.
Artens utbredningsområde är Angola. Inga underarter finns listade i Catalogue of Life.